# Jam&to go!
『Jam & to go!』（ジャム アンド トゥ ゴー）は、瓜生明希葉の4枚目のアルバム。2008年12月17日発売。

## 解説
- ミニアルバム『melodish』から2年ぶりにリリースされた。フルアルバムとしては1枚目のアルバム『キャメレオン』以来2枚目となる。
- デビュー以来初めて、本人が作曲していない曲「Tears Like A Rain」を収録している。この曲は、ショパンの練習曲第3番「別れの曲」に瓜生が詩をつけた作品である。なお、他の収録曲は従来通り作詞・作曲とも本人による。
- 所属事務所が運営するcubit clubオンラインショップでのみ、瓜生明希葉本人デザインのジャム瓶とオススメJamレシピ集が付いた限定CDが発売された。
- 本作のリリースを記念して、特設サイトJam webが開設された。サイトでは本人による全曲紹介などがされている。

## 収録曲
1. Manhattan
2. ストロボ
3. Anniversary
九州朝日放送（KBC）創立55周年キャンペーンソング
4. dots make line
5. ペテルブルグの夏
6. なにやってんの
7. 君が好きで
8. シロツメ草
舞台「東京タワー 〜オカンとボクと、時々、オトン〜」（2007年）劇中歌
9. 空庭
舞台「東京タワー 〜オカンとボクと、時々、オトン〜」劇中歌
10. Gift
11. スケルツォ〜life is comedy〜
12. Tears Like A Rain -acoustic version-
映画「泣きたいときのクスリ」（2009年）主題歌